# گربر لاس فلورس (کالیفرنیا)
گربر لاس فلورس (به انگلیسی: Gerber-Las Flores) یک منطقهٔ مسکونی در ایالات متحده آمریکا است که در شهرستان تهاما، کالیفرنیا قرار دارد. گربر لاس فلورس ۳٫۳ کیلومتر مربع مساحت و ۱٬۳۸۹ نفر جمعیت دارد.